# Pfennigkraut
Das Pfennigkraut (Lysimachia nummularia), auch Münzkraut oder Pfennig-Gilbweiderich genannt, ist eine Pflanzenart aus der Gattung Gilbweiderich (Lysimachia) in der Unterfamilie der Myrsinengewächse (Myrsinoideae) innerhalb der Familie der Primelgewächse (Primulaceae). Der deutschsprachige Trivialname (von althochdeutsch pfenning) spielt auf die Ähnlichkeit der Blätter mit kleinen Geldstücken (Pfennigen) an.

## Beschreibung

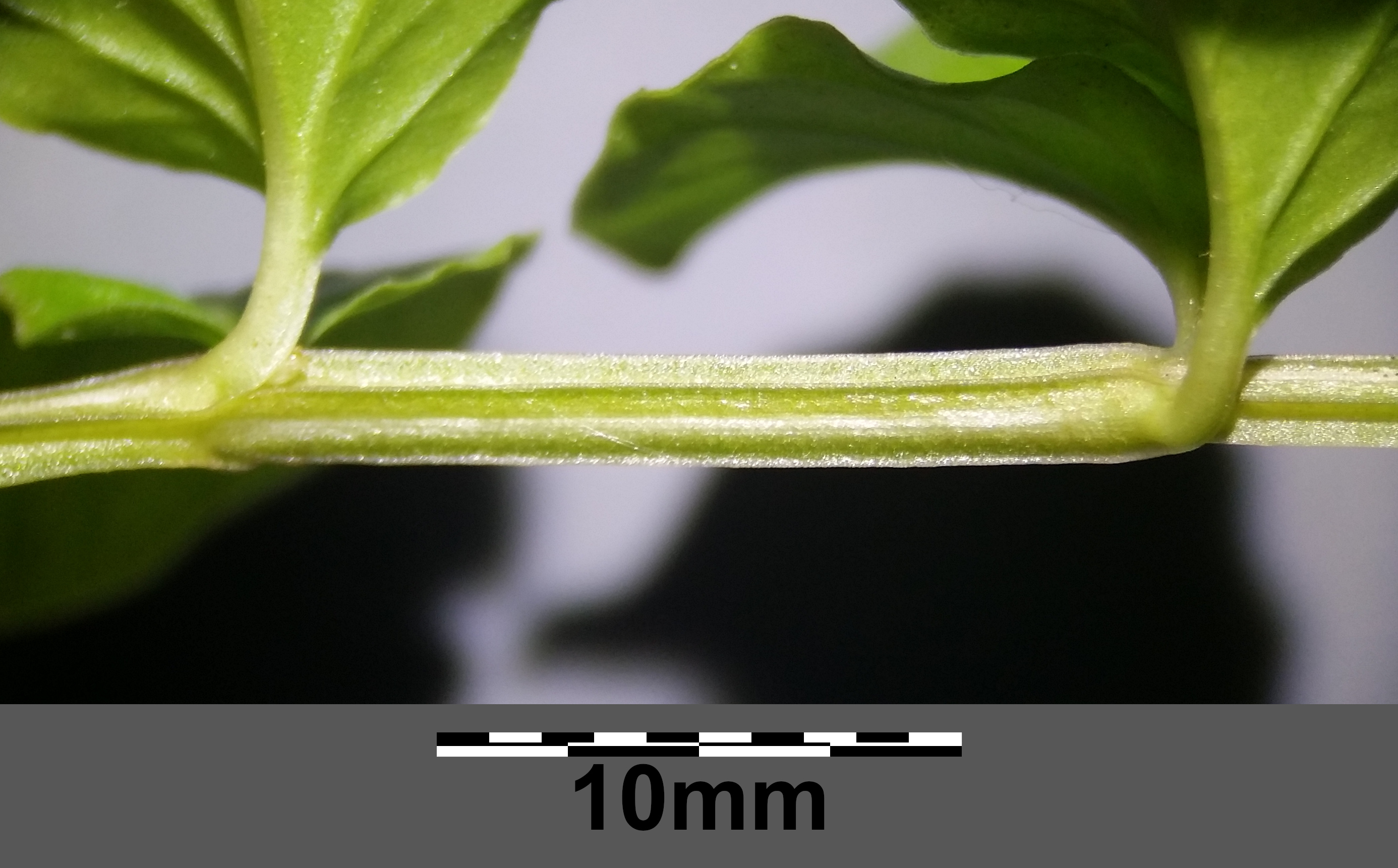
Stängel und Blattstiele

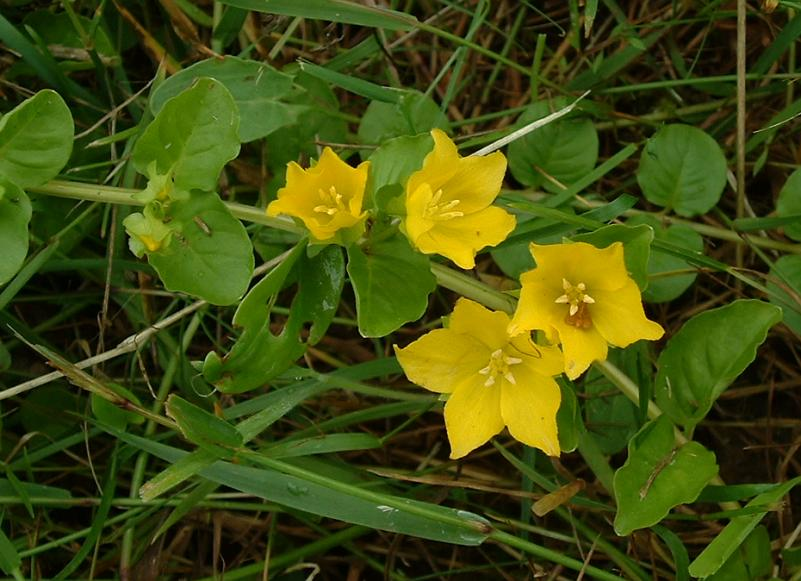
Stängel, gegenständige Laubblätter und Blüten

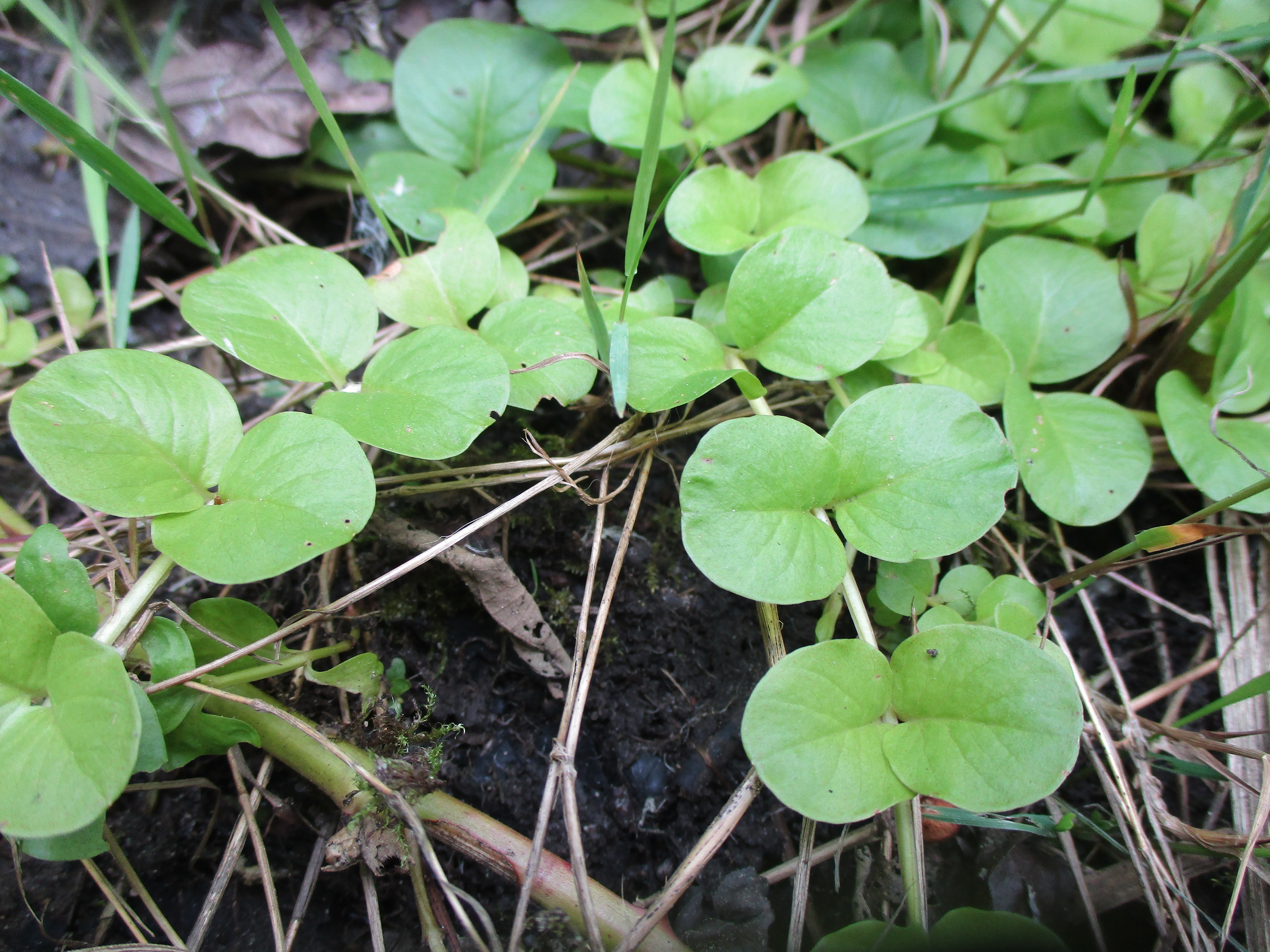
Niederliegende Stängel mit gegenständigen Laubblättern

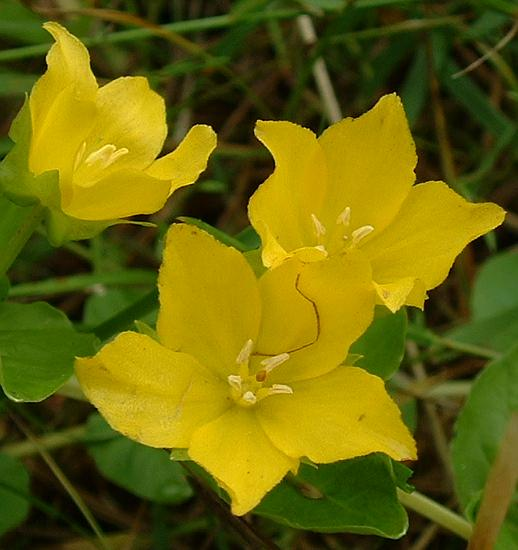
Fünfzählige Blüten

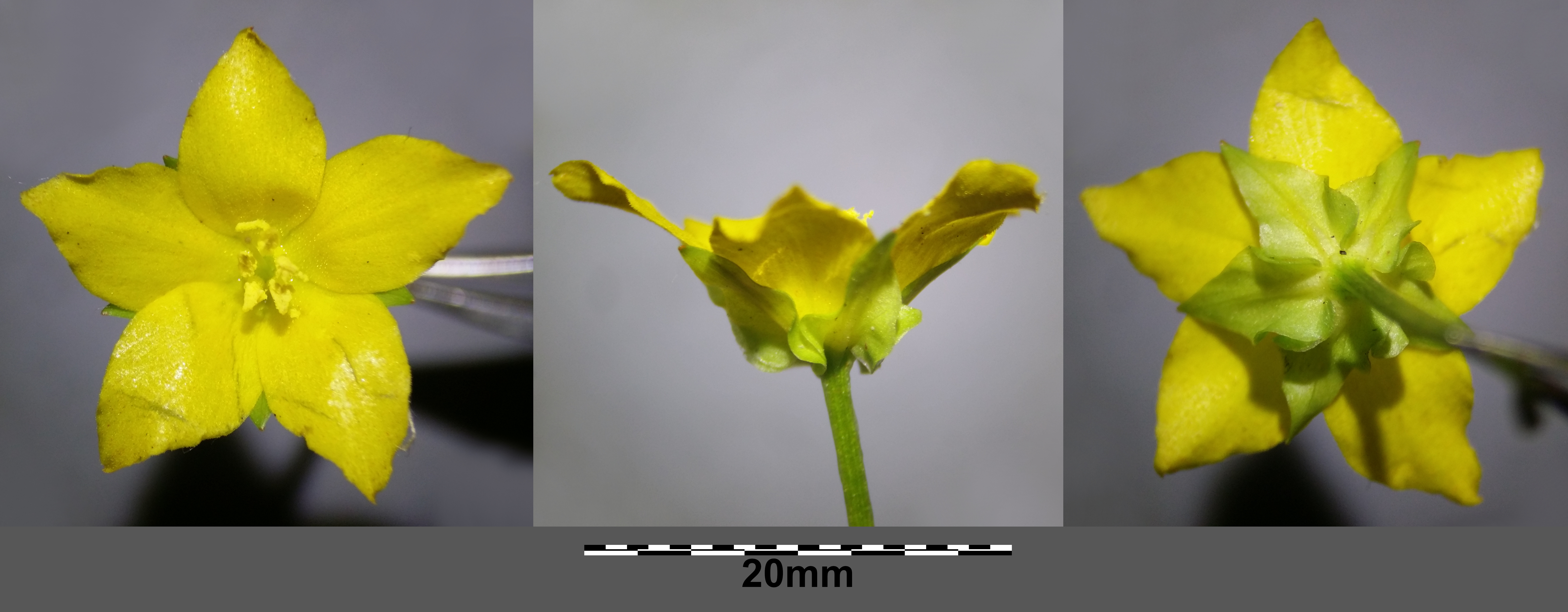
Blüte im Detail aus unterschiedlichen Blickrichtungen

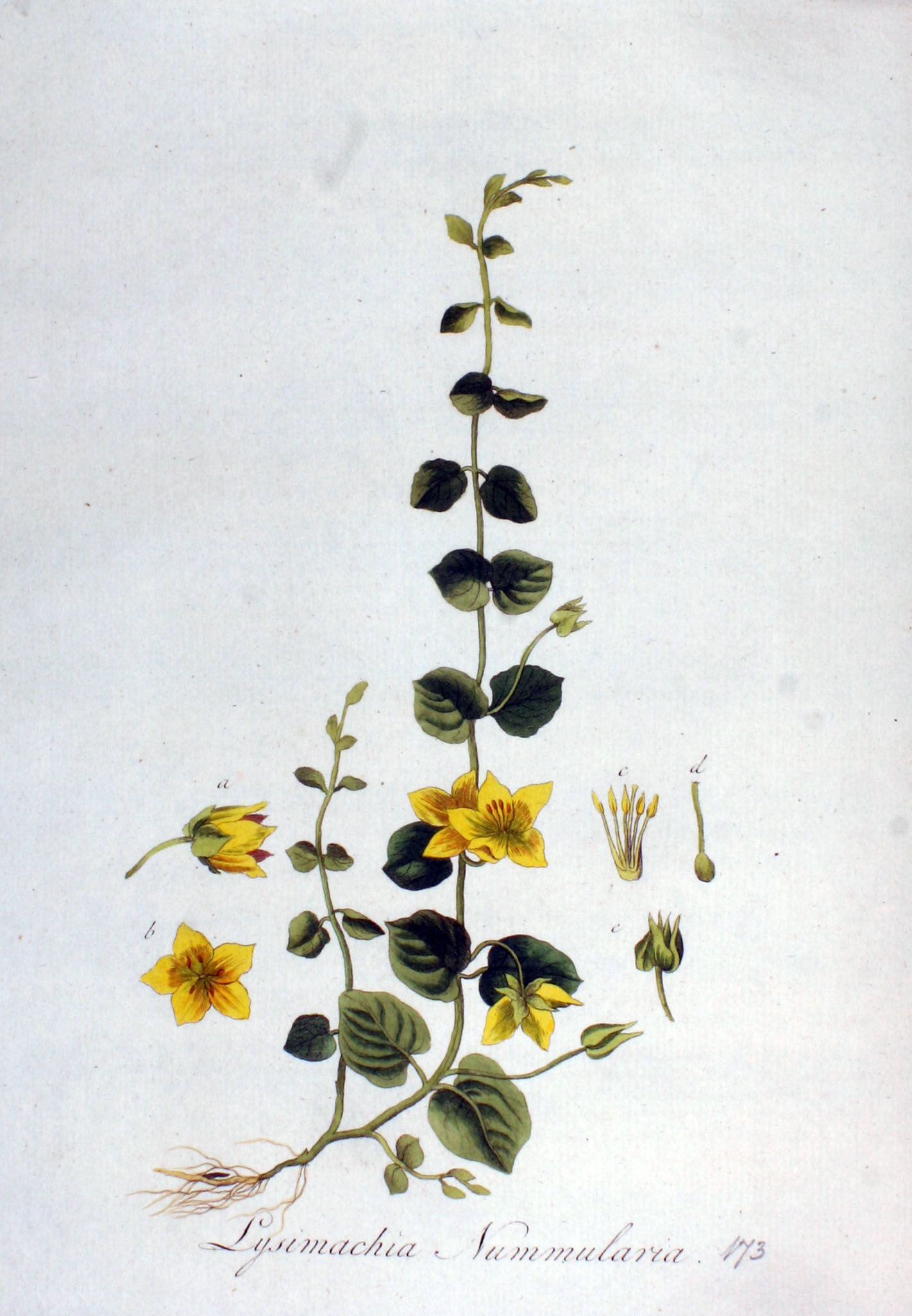
Christiaan Sepp: Illustration aus Jan Kops: Flora Batava, Volume 3, 1814

### Vegetative Merkmale
Beim Pfennigkraut handelt es sich um eine immergrüne, kriechende, ausdauernde krautige Pflanze, die Wuchshöhen von nur 5 Zentimetern erreicht. Sie wächst auf geeigneten Standorten rasenartig. Je Pflanzenexemplar sind mehrere Stängel vorhanden. Die niederliegenden, einfachen oder wenig verzweigten, kahlen Stängel, die an den untersten Knoten wurzeln, werden 10 bis 50 Zentimeter lang. Am Stängel sind vier bis zur 0,7 Millimeter breite Flügel vorhanden, die Längsfurchen an der Seiten der Stängel bilden.
Die gegenständig an den Stängeln angeordneten Laubblätter sind in Blattstiel und -spreite gegliedert. Der Blattstiel ist relativ kurz. Die einfache, rot drüsig punktierte Blattspreite ist bei einer Länge von 1,5 bis 2,5 Zentimetern sowie einer Breite von 1,5 bis 2 Zentimetern oder einem Durchmesser von bis zu 3 Zentimetern kreisrund bis oval oder elliptisch mit stumpfer Blattspitze.

### Generative Merkmale
Die Blütezeit reicht in Deutschland von Mai bis Juli, in der Schweiz von Juni bis Juli oder in anderen Ländern bis August. Die Blüten befinden sich einzeln oder zu zweit den mittleren Blattachseln. Der Blütenstiel ist bei einer Länge von bis zu 30 Millimetern etwa so lang wie das Laubblatt.
Die zwittrige Blüte ist radiärsymmetrisch und meist fünfzählig mit doppelter Blütenhülle (Perianth). Die kahlen fünf Kelchzipfel sind 3 bis 5 Millimeter lang, am Grund herzförmig und rot drüsig punktiert. Die fünf leuchtend gelben, oft rot punktierten Kronblätter sind nur an ihrer Basis verwachsen und bei einer Länge von 9 bis 16 Millimetern eilanzettlich. Die drüsig behaarten Staubfäden sind an der Basis der Kronblätter inseriert und an ihrer Basis untereinander verwachsen. Es ist ein Kreis mit fünf Staubblättern vorhanden. Die drüsig punktierten, gelben, bis zu 5 Millimeter langen Staubfäden sind an ihrer Basis relativ breit und verschälern sich bis zum oberen Ende. Die gelben Staubbeutel sind bis zu  2 Millimeter lang. Der oberständige Fruchtknoten ist bei einem Durchmesser von etwa 1,2 Millimetern kugelig, grün und kahl. Der grüne, kahle und etwa 5 Millimeter lange Griffel endet in einer relativ kleinen purpurfarbenen Narbe. Der Griffel ist so lang wie die Staubblätter.
Die Kapselfrucht ist bei einer Länge von 4 bis 5 Millimetern kugelig und kürzer als der Kelch und gelblichweiß mit kleinen roten Sekretbehältern. Die Samen sind bei einer Länge von 2 bis 1,5 Millimetern dreikantig mit schwärzlich-brauner, warziger Samenschale.

### Chromosomensatz
Die Chromosomengrundzahl beträgt x = 15 oder 18. Es liegt Diploidie oder Triploidie vor. Die Chromosomenzahl beträgt 2n = 30, 32, 36, 43 oder 45.

## Ökologie
Beim Pfennigkraut handelt es sich um einen hygromorphen Hemikryptophyten. Die Reproduktion und Ausbreitung des Pfennigkrauts erfolgt vorwiegend vegetativ. Es bildet dazu bis zu 50 Zentimeter lange, über der Erde kriechende Ausläufer, die sich an den Knoten bewurzeln und von der Mutterpflanze abtrennen. Diese sogenannte Blastochorie als überwiegende Ausbreitungsform ist im Pflanzenreich selten. Die blastochore Ausbreitung wird von den meisten Pflanzenarten – beispielsweise Walderdbeeren – als ergänzende Ausbreitungsstrategie genutzt.
Das Pfennigkraut ist xenogam mit obligater Fremdbefruchtung. Es liegt gametophytische Selbstinkompatibilität vor, dabei keimen zwar alle Pollenkörner auf dem Stigma, aber das Pollenschlauchwachstum stoppt im Griffel, wenn das im haploiden Pollen exprimierte Allel einem der Allele im Griffel entspricht. Dadurch wird Selbstbefruchtung durch genetisch festgelegte Mechanismus verhindert; ohne Fremdbefruchtung erfolgt also kein Samenansatz. Es liegt Dichogamie vor. Die Blüten sind leicht protogyn, zuerst sind die weiblichen Blütenorgene und danach auch die männlichen fertil mit deutlicher Überlappung. Blütenökologisch handelt es sich um Pollenblumen. Als Belohnung für Bestäuber ist kein Nektar, aber reichlich Pollen und nahrhaftes Öl (Ölproduktion innerhalb der Blüten kommt zwar in den Tropen häufiger vor, aber für die gemäßigten Breiten stellen einige Lysimachia-Arten eine Besonderheit dar) vorhanden. Die Pollenübertragung erfolgt immer durch Insekten. Bestäuber sind kurzrüsselige Bienen, Syrphiden, Käfer und Fliegen.
Früchte werden in Mitteleuropa nur selten ausgebildet. Diasporen sind die Samen. Die Ausbreitung der Diasporen erfolgt durch Autochorie.

## Vorkommen
Lysimachia nummularia ist in gemäßigten Gebieten Eurasiens verbreitet. Es gibt Fundortangaben für Deutschland, Österreich, Liechtenstein, die Schweiz, Italien, Korsika, Monaco, Frankreich, Belgien, Luxemburg, die Niederlande, das Vereinigte Königreich, Dänemark, Estland, Lettland, Litauen, Finnland, Kaliningrad, den europäischen Teil Russlands, Belarus, Polen, Ungarn, Tschechien, die Slowakei, Slowenien, Serbien, Kosovo, Kroatien, Albanien, Bulgarien, Rumänien, Moldawien, Montenegro, Nordmazedonien, Griechenland, die nordwestliche Türkei, die Krim und Ciskaukasien sowie Westsibirien. Das Pfennigkraut wird als Zierpflanze verwendet und an einigen Standorten ist es auch verwildert und gilt in einigen Regionen auch außerhalb Eurasiens als Neophyt.
Lysimachia nummularia ist weitverbreitet sowie meist häufig und gilt deshalb bei der Roten Liste der gefährdeten Arten der IUCN als LC = Least Concern = nicht gefährdet.
In den Allgäuer Alpen steigt es in Bayern zwischen Höflealpe und Hölloch bis zu einer Höhenlage von 1300 Metern auf. Im Unterwallis erreicht das Pfennigkraut sogar eine Höhenlage von 1700 Meter.
Typische Standorte von Lysimachia nummularia offene, feuchte Standorte oft auf LehmBöden im schattigen Waldland und in Hecken, besonders entlang von Fließgewässern, in Feuchtwiesen und an Wegrändern. Das Pfennigkraut gedeiht in Mitteleuropa vor allem auf frischen oder feuchten, nährstoffreichen und basenreichen Böden. Es ist nach Oberdorfer ein Lehmzeiger. Es ist in Mitteleuropa eine schwache Charakterart des Verbands Agropyro-Rumicion, kommt aber auch in lückigen Pflanzengesellschaften der Klasse Molinio-Arrhenatheretea oder der Verbände Alliarion oder Alno-Ulmion vor.
Die ökologischen Zeigerwerte nach Ellenberg sind: Lichtzahl 4 = Schatten- bis Halbschattenpflanze, Temperaturzahl 6 = Mäßigwärme- bis Wärmezeiger, Kontinentalitätszahl 4 = gemäßigtes Seeklima zeigend, Feuchtezahl 6 = Frische- bis Nässezeiger, Feuchtewechsel = stark wechselnde Feuchte zeigend, Reaktionszahl = indifferent, Stickstoffzahl = indifferent, Salzzahl 0 = nicht salzertragend, Schwermetallresistenz = nicht schwermetallresistent.
Die ökologischen Zeigerwerte nach Landolt et al. 2010 sind in der Schweiz: Feuchtezahl F = 3+ (feucht), Lichtzahl L = 3 (halbschattig), Reaktionszahl R = 3 (schwach sauer bis neutral), Temperaturzahl T = 3+ (unter-montan und ober-kollin), Nährstoffzahl N = 4 (nährstoffreich), Kontinentalitätszahl K = 2 (subozeanisch).

## Taxonomie
Die Erstveröffentlichung von Lysimachia nummularia erfolgte 1753 durch Carl von Linné in Species Plantarum, Tomus I, S. 148. Das Artepitheton nummularia (früher auch Artname) vom lateinischen Wort nummus für „Münze“ spielt auf die Ähnlichkeit der Blätter mit kleinen Geldstücken (Pfennigen) an.

## Nutzung

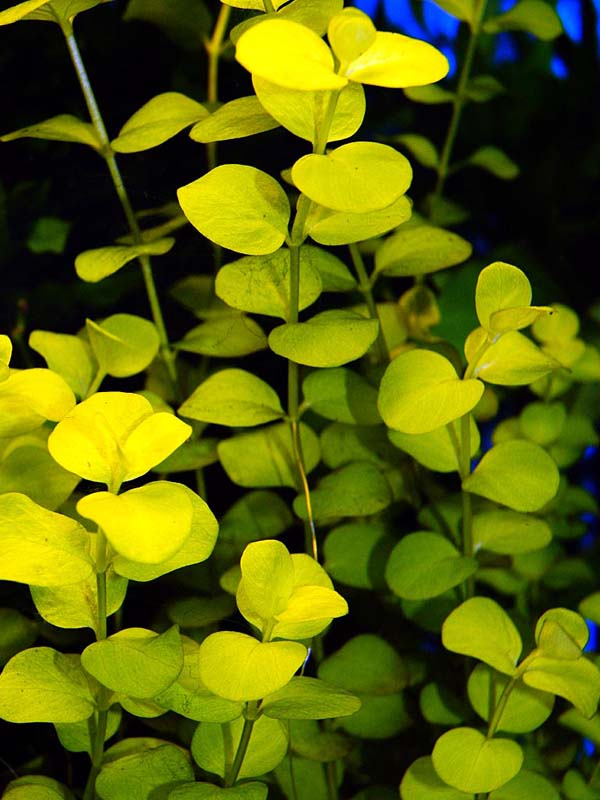
Lysimachia nummularia ‘Aurea’, submerse Wuchsform

### Verwendung als Zierpflanze
Im Garten wird es an den Ufern von Teichen gepflanzt, da es ein ausgezeichneter Bodendecker ist. Neben der grünblättrigen gibt es auch eine Sorte mit gelblichen Laubblättern, das Gelbblättrige Pfennigkraut (Lysimachia nummularia ‘Aurea’).

#### Verwendung in der Aquaristik
Pfennigkraut kann auch in ungeheizten Aquarien kultiviert werden. Bis 20 °C gedeiht es optimal.
Bis 25 Grad ist die Stängelpflanze dauerhaft für die submerse Kultur geeignet. Der Wuchs ist dann vertikal mit wenig verzweigtem Stängel. An die Wasserwerte stellt Lysimachia nummularia keine besonderen Ansprüche. Durch ihr rasches Wuchern, auch (als Sumpfpflanze) über Wasser, ist sie bestens geeignet, dem Wasser Nährstoffe zu entziehen.

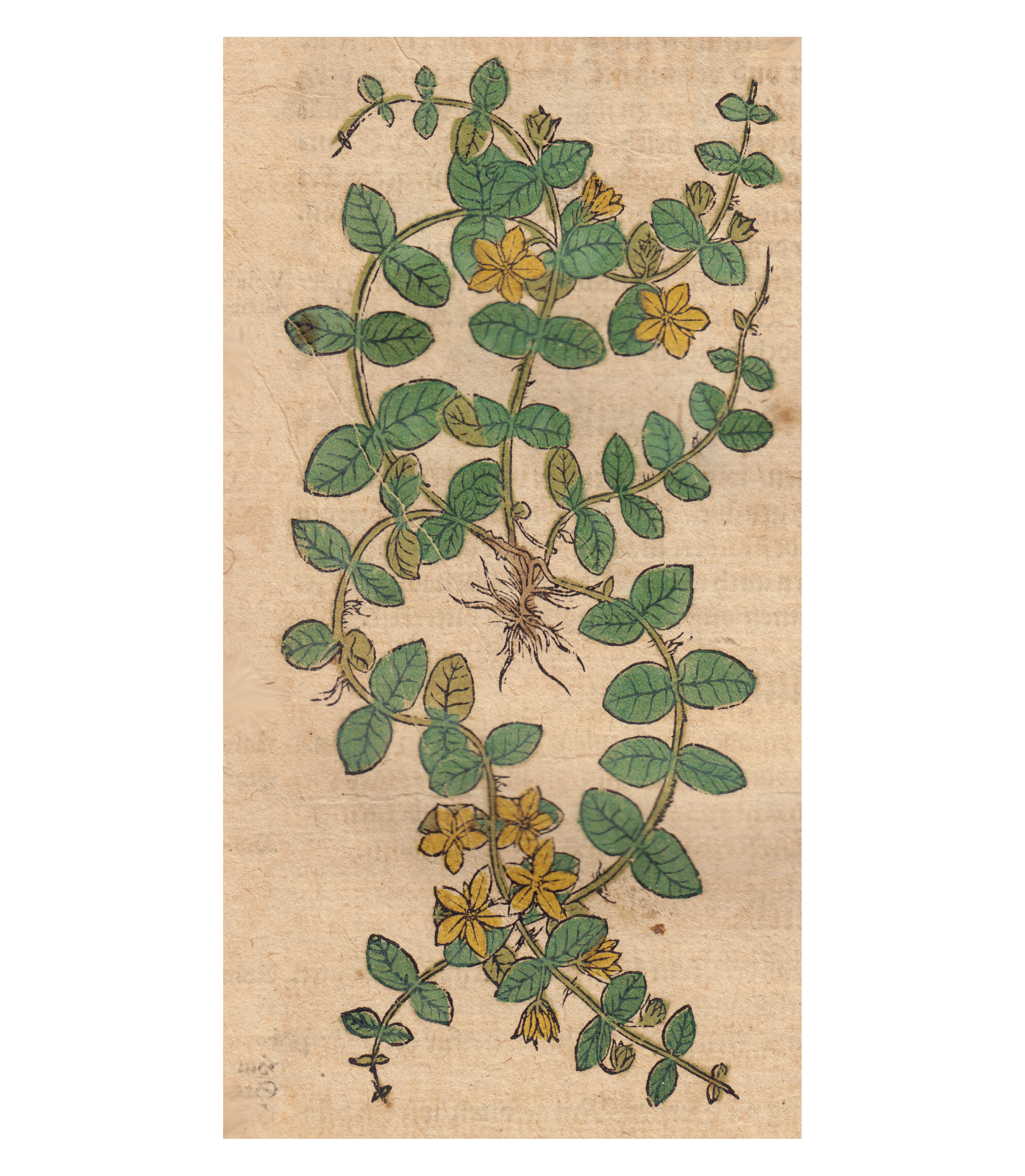
«Egelkraut» «Pfennigkraut» – Illustration bei Hieronymus Bock 1546

### Verwendung in der Pflanzenheilkunde
In Mitteleuropa spielt das im Mittelalter und in der Frühen Neuzeit vielfältig eingesetzte Pfennigkraut in der Pflanzenheilkunde keine Rolle mehr. In Osteuropa wird es gelegentlich noch gegen Durchfall, Rheuma, Blutungen und Schwindsucht verwendet.

#### Botanische und heilkundliche Geschichte
Im 15. Jahrhundert wurde diese Pflanze auch „Egelkrut“ genannt und als Wundheilmittel genutzt. Diese Indikation übernahm Hieronymus Brunschwig in sein im Jahre 1500 erschienenes Kleines Destillierbuch für sein „Egilkraut“, das er auch „centum morbia“ nannte. Er ergänzte die Indikation durch „rur“ im Sinn von blutigem Durchfall. Unter den Vätern der Botanik war es zuerst Hieronymus Bock, der 1539 in seinem Kräuterbuch das „Egelkraut“ – „Serpentaria minor“ – „Hirundinaria“ – „Pfennigkraut“ – „Herba nummularia“ beschrieb. Auch er charakterisierte die Pflanze als Wundheilmittel, beschrieb darüber hinaus auch ihre Verwendung bei Lungenkrankheiten. In seinem 1543 erschienenen Kräuterbuch übernahm Leonhart Fuchs die Ausführungen Bocks und fügte eine naturgetreue Abbildung der Pflanze hinzu.

## Weiterführende Literatur
- Angelika Lüttig, Juliane Kasten: Hagebutte & Co – Blüten, Früchte und Ausbreitung europäischer Pflanzen. Fauna Verlag, Nottuln 2003, ISBN 3-935980-90-6.
- S. Luczak, L. Swiatek, M. Daniewski: Phenolic acids in herbs Lysimachia nummularia L. and L. vulgaris L. In: Acta Poloniae Pharmaceutica, Volume 46, Issue 4, 1989, S. 381–385.

- Karte mit allen verlinkten Seiten:
- OSM |
- WikiMap